# Guy de Maupassant
Henri René Albert Guy de Maupassant, francoski pisatelj,  * 5. avgust 1850, Tourville sur Arques, Francija, † 6. julij 1893,  Pariz, Francija.
Velja za pomembnega predstavnika francoskega realizma in naturalizma. S svojim delom je nanj vplival Gustave Flaubert. 
Za Maupassantovo pisanje je značilno realistično pripovedovanje, poglobljeno z natančnim poznavanjem človeške duševnosti. Sprva je snov svojih del jemal iz kmečkega življenja, nato pa se je posvetil meščanstvu, ki ga je večkrat posmehljivo ali pesimistično razgalil.
Bil je mojster kratkih, dramatičnih novel in izreden stilist.

## Delo

### Novele
- Debeluška
- Coco
- Nakit

### Romani
- Njeno življenje
- Lepi striček
- Zapeljivec

## Vplivi
S svojim opusom je vplival na slovenske avtorje, mdr. na Zofko Kveder (roman Njeno življenje).